# Comesa platti
Comesa platti is een rondwormensoort uit de familie van de Ethmolaimidae.